# Edgar Cardoso
Edgar António de Mesquita Cardoso est un ingénieur civil et professeur d'université portugais, né à Porto le 11 mai 1913, et mort à Lisbonne le 5 juillet 2000 .
Le professeur Cardoso a été un pionnier de l'analyse expérimentale des structures pour laquelle il a développé des instruments de mesure de haute précision lui permettant de mesurer les capacités de résistance sur des modèles représentant ses propres ouvrages.

## Biographie
Edgar Cardoso est le fils de Francisco Vítor Cardoso, officier d'infanterie et ingénieur civil des mines, et de Amélia Teixeira de Mesquita Cardoso, propriétaire de Belém, dans l'État de Pará, Brésil.
Edgar Cardoso a fait ses études à l'université de Porto. Il en sort diplômé en génie civil de la Faculdade de Engenharia da Universidade do Porto en 1937. Il commence la même année à travailler pour le service des routes, à Bragance.
Il a conçu de nombreux ponts au Portugal et dans les anciennes colonies portugaises de l'Angola, du Mozambique et de Macao.
Le 21 décembre 1954 il a commencé une carrière d'enseignement de la construction des ponts à l'Instituto Superior Técnico de Lisbonne.

## Quelques ponts
- Pont de Mértola, à Mértola.

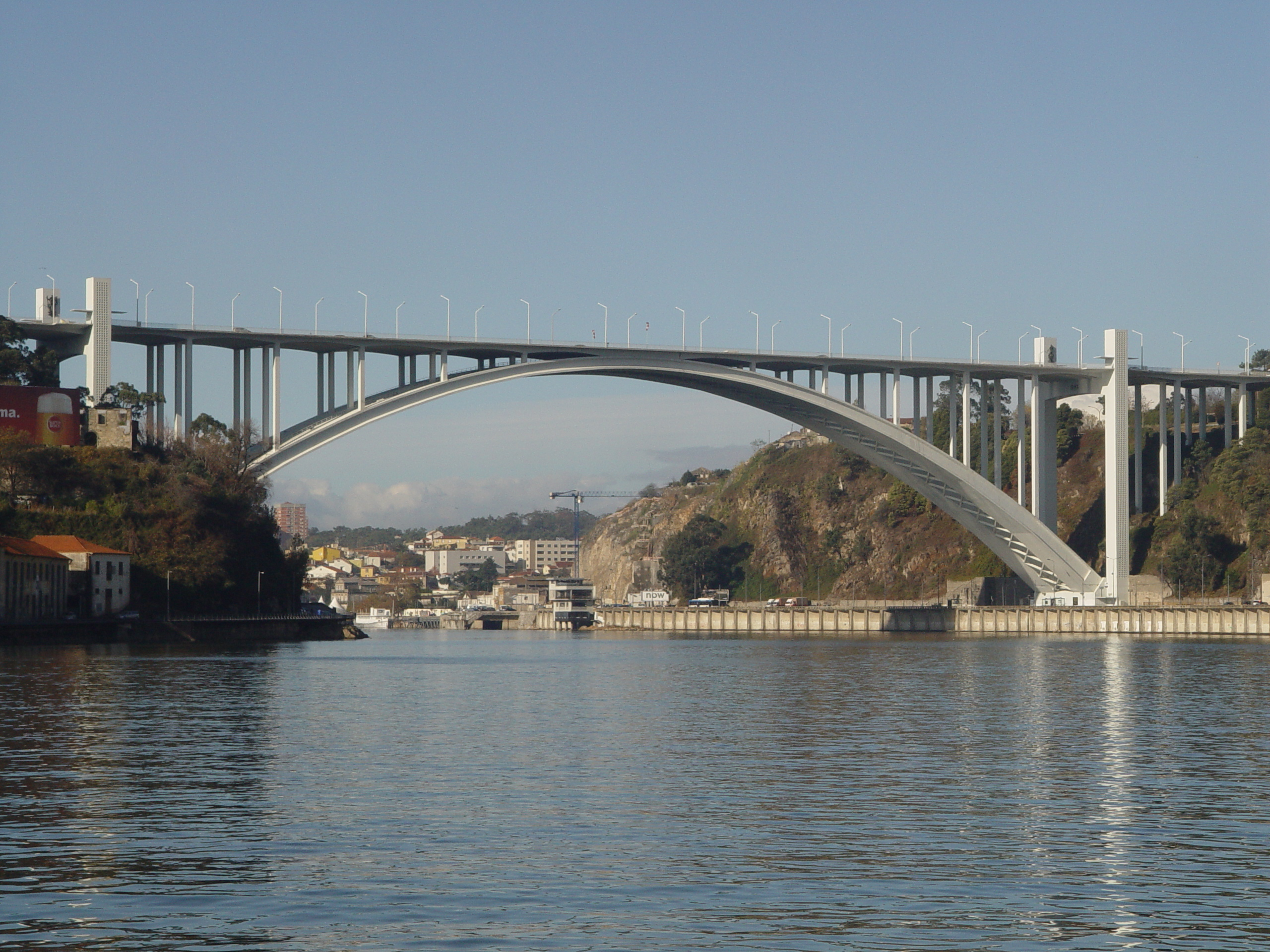
Pont d'Arrábida, sur le Douro, à Porto, inauguré en 1963

- Pont de Santa Clara à Coimbra, sur le Mondego.
- Pont d'Arrábida, pont en arc franchissant le Douro et permettant de relier Porto à Vila Nova de Gaia. Avec une ouverture de 270 m, il était à l'époque le plus grand arc en béton armé du monde.
- Pont Almirante Sarmento Rodrigues, au-dessus du Douro, à Barca d'Alva, dans la freguesia d'Escalhão.
- Pont du Vale da Ursa franchissant le Zêzere,
- Pont Edgar Cardoso, pont à haubans enjambant le fleuve Mondego à Figueira da Foz.
- Extension de la piste d'aviation de l'aéroport de Funchal, réalisée en éléments préfabriqués de béton, assemblés sur des piles en béton armé.
- Pont de Mosteirô[1], entre Baião et Cinfães. Edgar Cardoso considérait ce pont comme son meilleur et plus beau ouvrage.
- Viaduc de Vila Franca de Xira sur l'autoroute A1.
- Pont ferroviaire de São João, permettant le franchissement du Douro, à Porto, inauguré le 24 juin 1991, dernier pont construit par Edgar Cardoso[2].

Dans les colonies portugaises :
- Pont du gouverneur Nobre de Carvalho à Macao.
- Pont suspendu sur le Save, au Mozambique, construit en 1962[3].
- Pont de Xai-Xai au Mozambique[4].
- Pont Samora Machel sur le Zambèze, au Mozambique.
- Pont de Sauguém dans l'Inde portugaise.
- Ponts du  Corubal et de Cacheu en Guinée portugaise.
- Pont sur le Quanza, construit en 1966, en Angola[5].

## Distinctions
Il a été reçu docteur honoris causa de l'Université fédérale de Rio de Janeiro.
Il a été fait officier de l'ordre militaire du Christ le 5 août 1944, et grand-officier de l'Ordre de Sant'Iago de l'Épée le 12 juin 1963, puis élevé à la Grand-croix de cet ordre à titre posthume le 4 octobre 2004.